# Honoré d'Autun
Honoré d'Autun (en latin : Honorius Augustodunensis) est un moine et théologien chrétien du XIIe siècle.

## Biographie
Il naît en Allemagne du Sud ou plus vraisemblablement en Angleterre vers 1080, il est probablement d'origine irlandaise. Il fréquente l'école d'Anselme de Cantorbéry, qui l'influence. En 1097, il s'installe comme reclus à Saint-Pierre, un couvent irlandais près de Ratisbonne, en un lieu appelé Augustoduna (la colline sacrée, la sainte élévation) : d'où son nom. Il est sous la protection de l'évêque Conrad de Ratisbonne. Il consacre sa vie à vulgariser les ouvrages de sa bibliothèque afin de former un clergé qui n'avait pas accès aux livres. Il meurt vers 1157.

## Conception de la science
Sa passion pour la science se traduit dans une formule fameuse : « L'exil de l'homme, c'est l'ignorance ; sa patrie, c'est la science. » Loin de confiner le domaine de la science aux sept arts libéraux, il fait une place aux disciplines nouvelles. Considérant les disciplines comme autant de villes-étapes sur le chemin de la sagesse, il ajoute comme 

« huitième discipline, la physique, où Hippocrate enseigne aux pèlerins les vertus et la nature des herbes, des arbres, des minéraux, des animaux. La neuvième, c'est la mécanique où les pèlerins apprennent le travail des métaux, du bois, du marbre, la peinture, la sculpture et tous les arts manuels. C'est là que Nemrod éleva sa tour et Salomon construisit le Temple. C'est là que Noé fabriqua l'arche, enseigna l'art de la fortification et le travail des divers textiles. La onzième [ville étape], c'est l'économique. C'est la porte de la patrie de l'homme. On y règle les états et les dignités, on y distingue les fonctions et les ordres. On y apprend aux hommes qui se hâtent vers leur patrie comment rejoindre, selon l'ordre de leurs mérites, la hiérarchie des anges. »

Dans le Liber duodecim quaestionum, il représente le cosmos comme une cithare dont les diverses cordes jouent en harmonie. 

## Œuvres

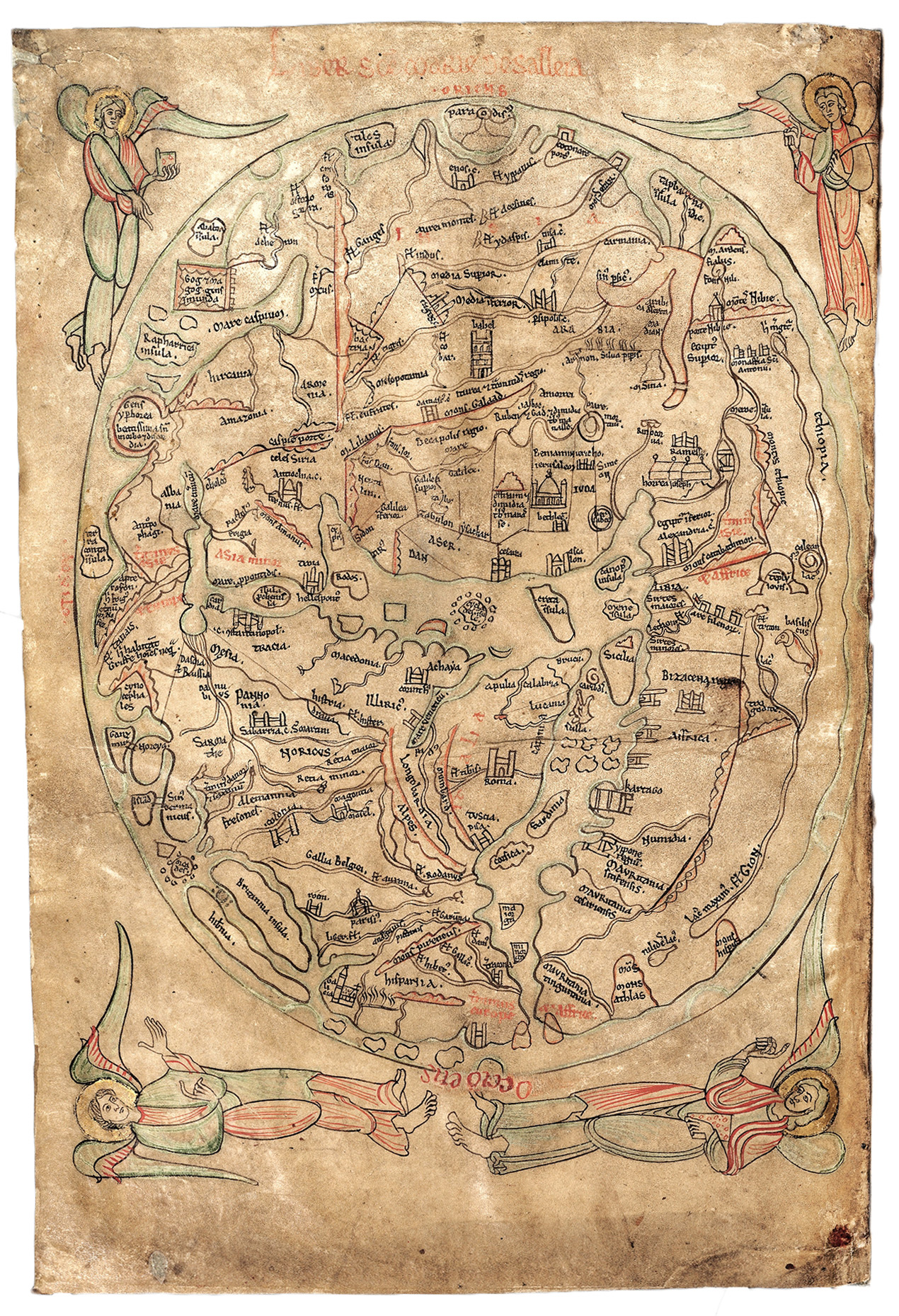
Copie de l'Imago Mundi de Honoré d'Autun par le scribe Henry de l'Abbaye de Sawley.

Il est l'auteur d'une multitude d'ouvrages, dont les plus importants sont de type encyclopédique : Elucidarium, ouvrage de théologie, et surtout Imago mundi, qui porte sur la constitution de l'univers (géographie et astronomie) et présente une chronique de l'histoire universelle ainsi qu'une liste des papes.
- Œuvres : Patrologie latine, t. 172.
- Les deux encyclopédies :
  - Elucidarium (Élucidaire, vers 1100). Encyclopédie théologique. Y. Lefèvre, L'Elucidarium et les Lucidaires, Bibliothèque des Écoles françaises d'Athènes et de Rome, 10, 1955 : édition critique du texte latin, traduction française, commentaire.
  - Imago mundi (Image du monde, vers 1110). Encyclopédie naturaliste. Edition V. I. Flint : Archives d'histoire doctrinale et littéraire du Moyen Âge, n° 49, 1982, p. 1-153. Trois livres : le monde, le temps, chronologie.
- Les autres livres :
  - De vita vera apostolica, éd. M.-O. Garrigues, Le Moyen Âge, n° 79, 1973, p. 421-447.
  - Clavis physicae (Clef de la nature), première partie (ppr. 1-315), édition critique par P. Lucentini, Rome, 1974. Condensé des livres I-IV du Periphyseon de Jean Scot Érigène.
  - La « Clavis physicae » (316-529) di Honorius Augustodunensis. Studio e edizione édition critique par Pasquale Arfé, Naples, 2012. Transcription du livre V du Periphyseon.
  - De anima et de Deo (De l'âme et de Dieu), éd. M.-O. Garrigue, in Recherches augustiniennes, XI-XII (1976-1977), p. 237-278. Catalogue des écrivains ecclésiastiques.
  - De esu volatilium (Sur la consommation des volailles au monastère), éd. M.-O. Garrigues, Studia monastica, n° 28 (1986), p. 75-130.
  - La Gemma animae, somme liturgique imprimée pour la première fois à Leipzig (1514) et basée sur les travaux d'Amalaire et d'Isidore de Séville.
  - Liber duodecim quaestionum (PDF en ligne)

## Études
- M.-O. Garrigues, « L'œuvre d'Honorius Augustodunensis. Inventaire critique », Abhandlungen der braunschweiischen wissenschaftlichen Gesselschaft, n° 38, 1986, p. 7-138 ; n° 39, 1987.
- M.-O. Garrigues, « L'anonymat d'Honorius Augustodunensis », Studia monastica, n° 25, 1983, p. 1-71.
- Valerie I. J. Flint, Ideas in the Medieval West: Texts and their Contexts (London, 1988).
- Constant J. Mews, Valerie I. J. Flint, Peter Abelard; Honorius of Regensburg (Aldershot, 1995).